# مصعب حبكور
مصعب محرق حبكور لاعب كرة قدم سعودي و يلعب في الوسط و يلعب حالياً مع نادي طويق السعودي.

## مسيرة اللاعب
بدأ مع نادي الأمجاد وبعدها انظم إلى نادي أبها و أعير إلى نادي نجران ونادي الكوكب ولعب بعدها مع نادي القيصومة ونادي طويق.

## وصلات خارجية
- مصعب حبكور على موقع Soccerway.com (الإنجليزية)
- مصعب حبكور على موقع كووورة